# 包官营站
包官营站位于河北省唐山市迁安市夏官营镇包官营村，是津山铁路的一个铁路车站，建于1982年，于1984年6月开通运营，距南仓站209公里，距山海关站94公里，现为四等站，由北京铁路局秦皇岛车务段管辖，邮政编码为064409。客运：办理旅客乘降；不办理行李、包裹托运。货运：办理整车、零担货物发到。